# Гаљего (фудбалер)
Франциско Фернандез Родригез (рођен 4. марта 1944. у Пуерто Реалу ), надимка Гаљего, бивши је шпански фудбалер, на позицији дефанзивца.
Током своје клупске каријере, Гаљего је играо за Севиљу (1961–65, 1975–80, са 185 мечева у првој лиги и 9 голова) и Барселону (1965–75, додавши још 248 утакмица са 17 голова). Освојио је државно првенство 1973–74.
Гаљего је одиграо 36 утакмица за фудбалску репрезентацију Шпаније и играо је на ФИФА-ином светском првенству 1966.